# 彼が初恋
「彼が初恋」（かれがはつこい）は、1980年9月21日に発売された、石野真子の通算11枚目のシングル。

## 解説
- 原曲は南沙織のアルバム「17才」に収録されている「ふるさとの雨」で、今回の石野のカバーにあたり、歌詞の一部と曲名が変更された。

- 本楽曲は、小泉今日子が歌手デビューのきっかけとなった日本テレビ系のオーディション番組『スター誕生!』の決戦大会で歌唱した（小泉は石野の大ファンであった）。

- 2008年3月26日に発売された歌手デビュー30周年記念CD-BOX『Mako Pack -Premium- 30th Anniversary Special Edition』に、シングルEPのA・B面曲が共に最新デジタル・リマスタリング音源で収録された。

## 収録曲
1. 彼が初恋 [3:11]
作詞：有馬三恵子／作曲：筒美京平／編曲：矢野立美
2. 私のしあわせ [3:36]
作詞：石野真子・荒木とよひさ／作曲：三木たかし／編曲：船山基紀

## 関連作品
- GOLDEN☆BEST 石野真子
- Mako Pack -Premium- 30th Anniversary Special Edition